# Jesziwa Poniewież
Jesziwa Poniewież, często wymawiana Jesziwa Ponewicz (he. ישיבת פוניבז׳) – jesziwa litwacka założona w 1908 roku w Poniewieżu, od 1944 w Bene Berak, w Izraelu. Ma ok. trzy tysiące studentów (łącznie ze studentami w filiach) i jest uznawana za jedną z wiodących jesziw litwackich w Izraelu.

## Historia
Powstanie jesziwy poniewieskiej datuje się na rok 1908. Została ona założona przez rabina Icchaka Jakowa Rabinowicza (zwanego reb Icele Poneweżer; 1854–1919). Od czasu powstania szkoły aż do Holocaustu siedzibą był litewski Poniewież, od którego to szkoła przyjęła nazwę.
Jesziwa Poniewież – już wkrótce po powstaniu – stała się największą religijną szkołą żydowską na Litwie. W czasie I wojny światowej szkoła kilkakrotnie zmieniała swoją siedzibę, jednak po rewolucji bolszewickiej wróciła do Poniewieża. Po śmierci założyciela prowadzenie szkoły przejął rabin Jozef Szlomo Kahaneman, zwany w jidysz „Ponevezh rov” (poniewieskim rabinem). Kahaneman działał głównie jako dyrektor i główny ekonom szkoły. Pod koniec drugiej wojny światowej (w 1944) Kahaneman na nowo otworzył jesziwę w nowej siedzibie w Palestynie. Od tego czasu siedzibą Jesziwy Poniewież była Palestyna mandatu brytyjskiego, a następnie Państwo Izrael. W nowo otwartej siedzibie Kahaneman mianował rabina Szmuela Rozowskiego na stanowisko dziekana, a kilka lat później, na stanowisko rosz jesziwy (głównego rabina jesziwy) rabina Dowida Powarskiego.
W latach 90. XX wieku wybuchł konflikt o przywództwo jesziwy, który stał się przedmiotem publicznych sporów między dwoma liderami szkoły: rabinem Szmuelem Markowicem (mężem wnuczki założyciela jesziwy) i rabinem Eliezerem Kahanemanem (wnukiem założyciela). Spór spowodował gorącą atmosferę w szkole i nawet brutalne starcia między studentami. Od tego czasu szkoła pozostaje podzielona, czego skutkiem są dwie jesziwy w tym samym budynku ze studentami mieszkającymi w różnych akademikach, chociaż studiującymi w tej samej sali i spożywającymi posiłki w tej samej sali jadalnej.
Na czele jesziwy Kahanemana stoją rabin Gerszon Eidelstein i Berel Povarski, syn rosz jesziwy rabina Dowida Powarskiego, oraz rabini Chaim Szlomo Leibowicz i Chaim Perec Berman – wnuk Steiplera i zięć rabina Kahanemana. Drugiej jesziwie przewodzi rabin Szmuel Markowic, wspierany przez Aszera Deutcha i rabina Elijahu Eliezere Desslera.

## Budynek i wnętrza
W głównej sali studyjnej obecnej siedziby Jesziwy Poniewież, znajduje się oryginalny XVI-wieczny włoski drewniany Aron ha-kodesz (szafę na zwój Tory). Na początku lat 1980. został on przewieziony do szkoły, odbudowany i ponownie pozłocony (listkami z 22-karatowego złota).

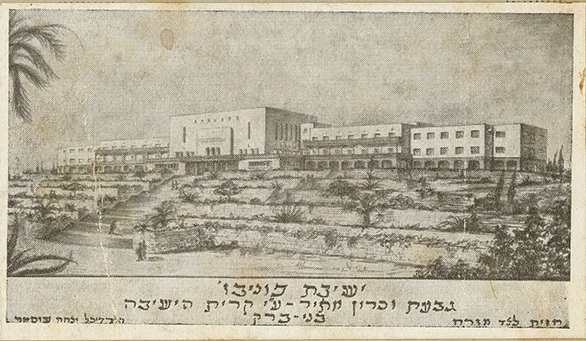
siedziba jesziwy w Bene Berak (1949)
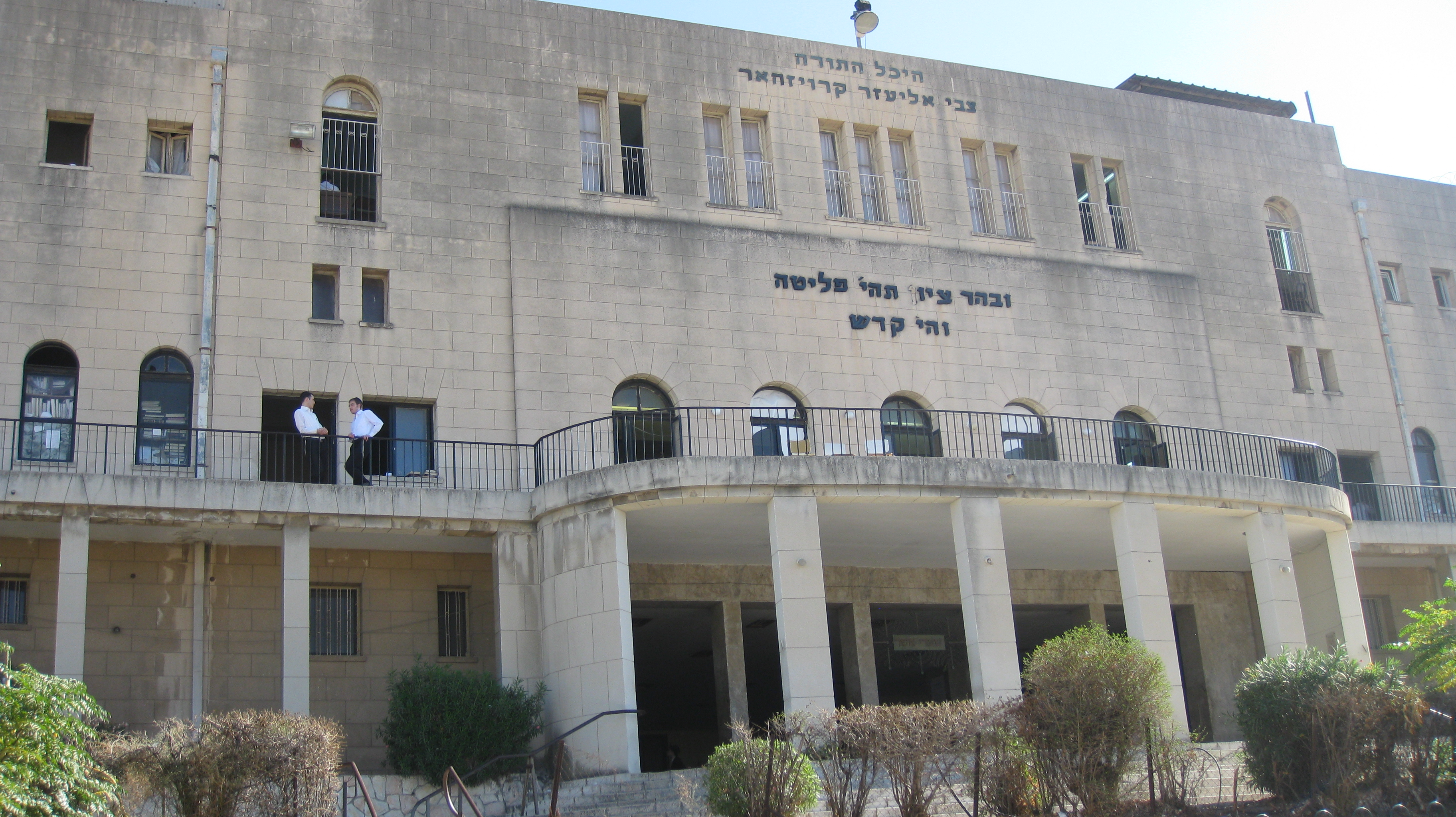
siedziba jesziwy w Bene Berak
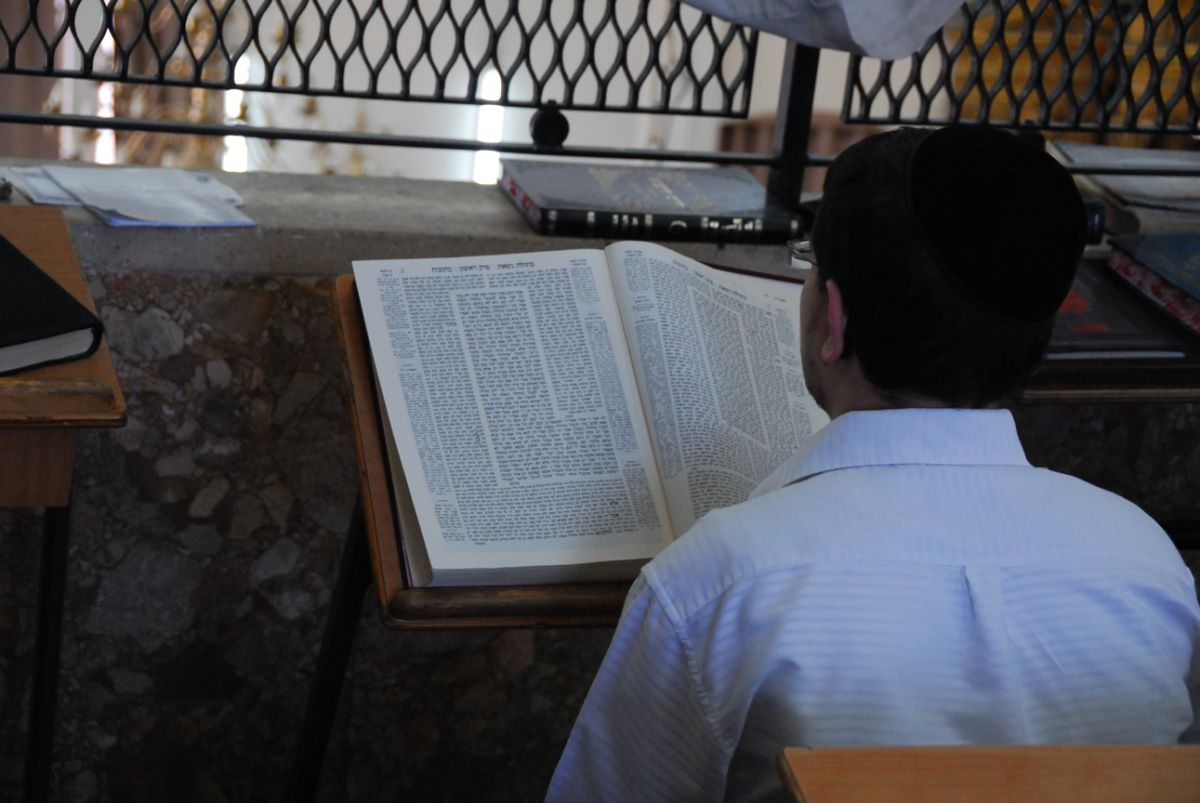
student jesziwy w czasie modlitw i studiów
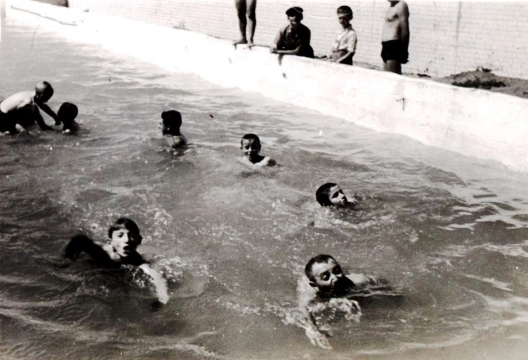
Studenci jesziwy pływają w szkolnym basenie (1945)
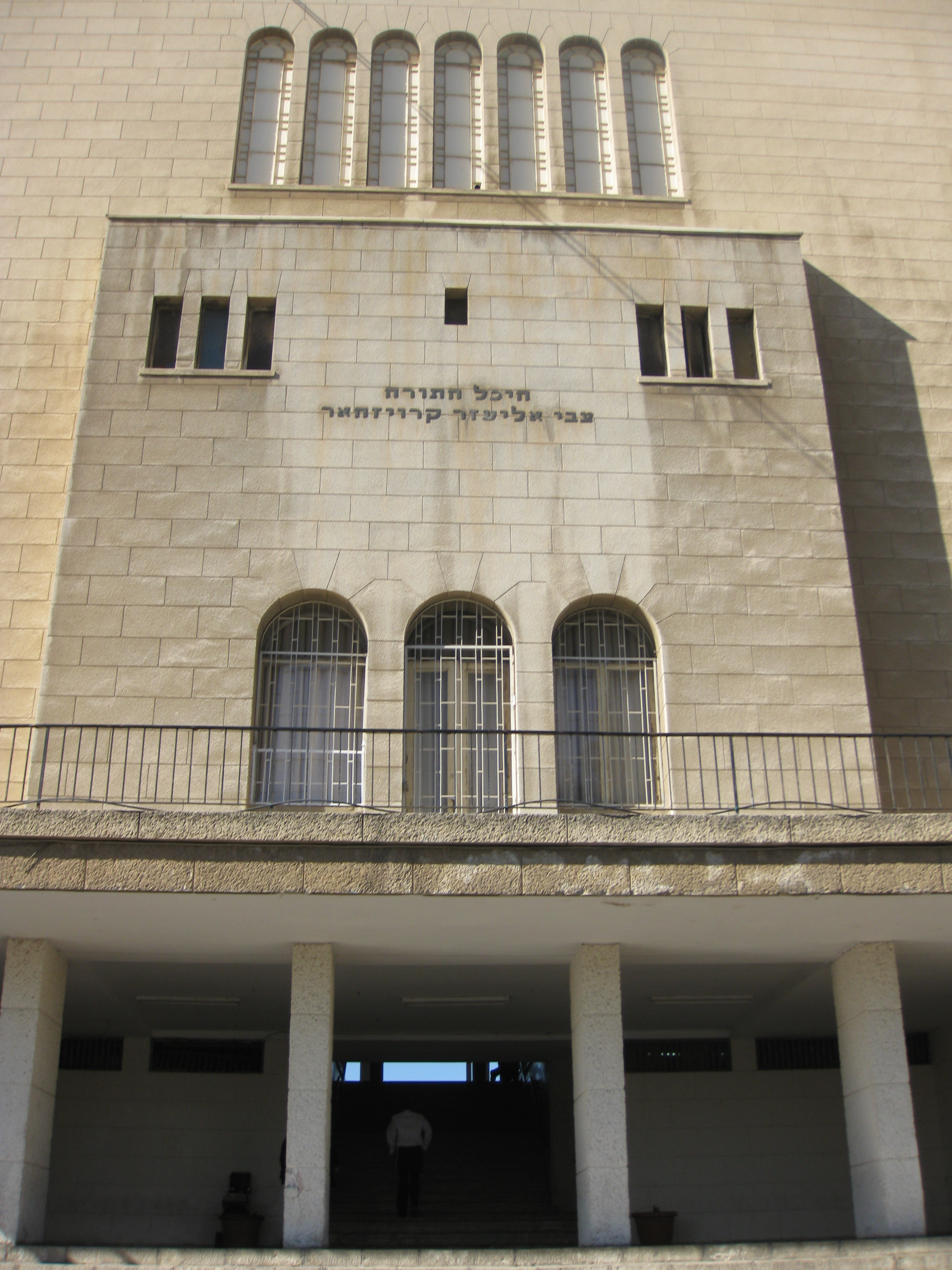
wejście główne do jesziwy w Bene Berak
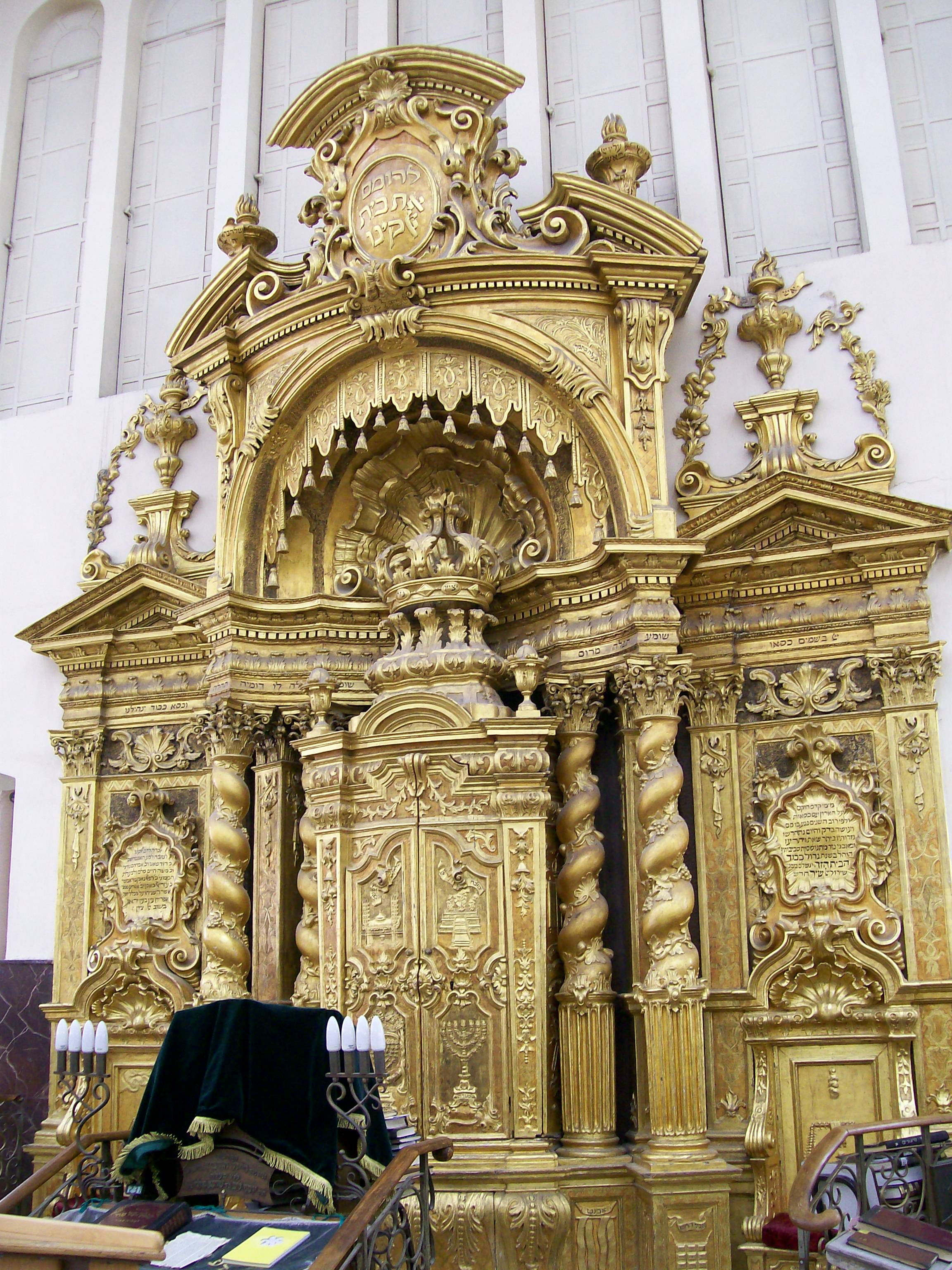
Aron ha-kodesz w Poniewieskiej Jesziwie
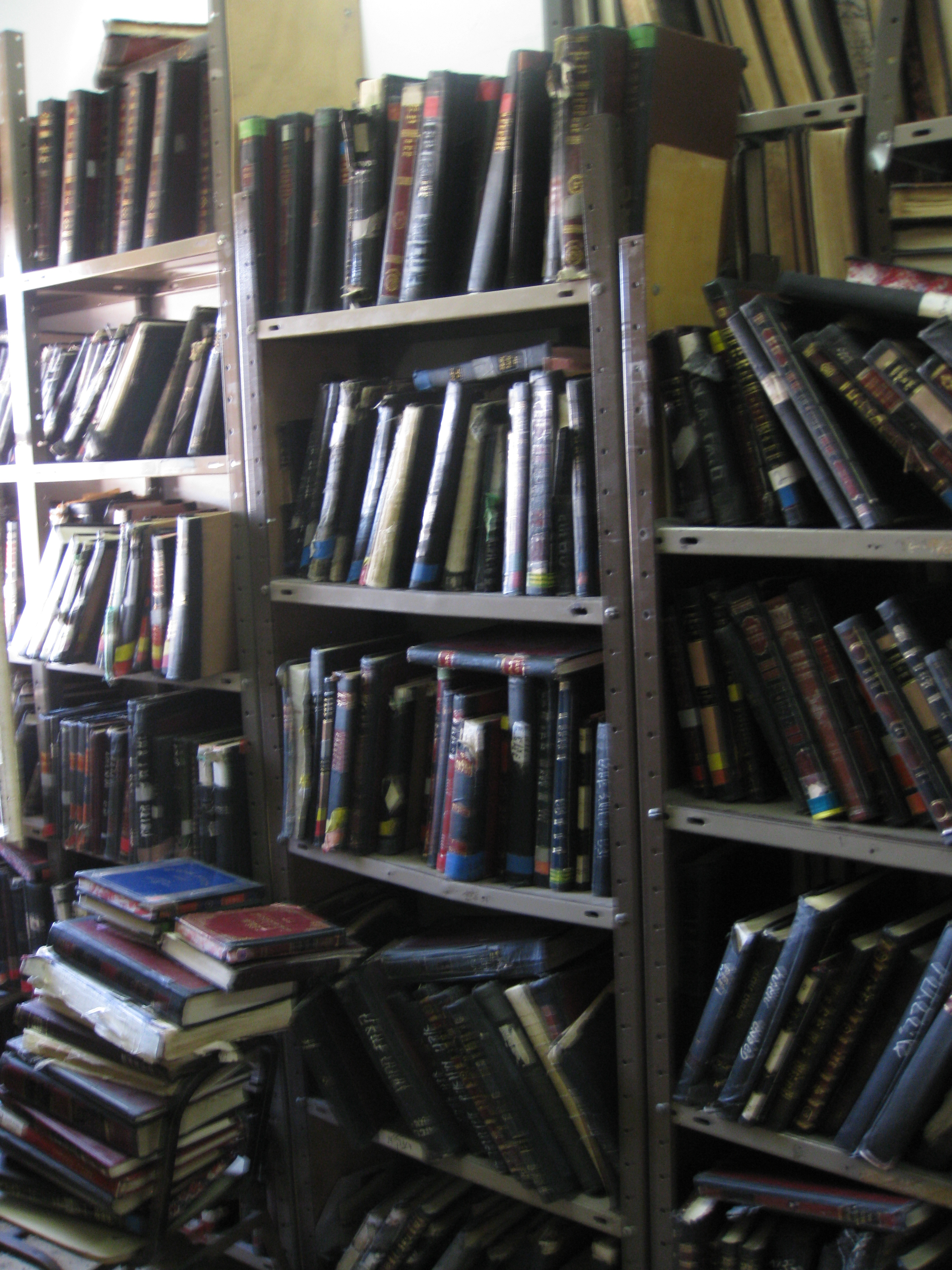
półki z modlitewnikami w jesziwie
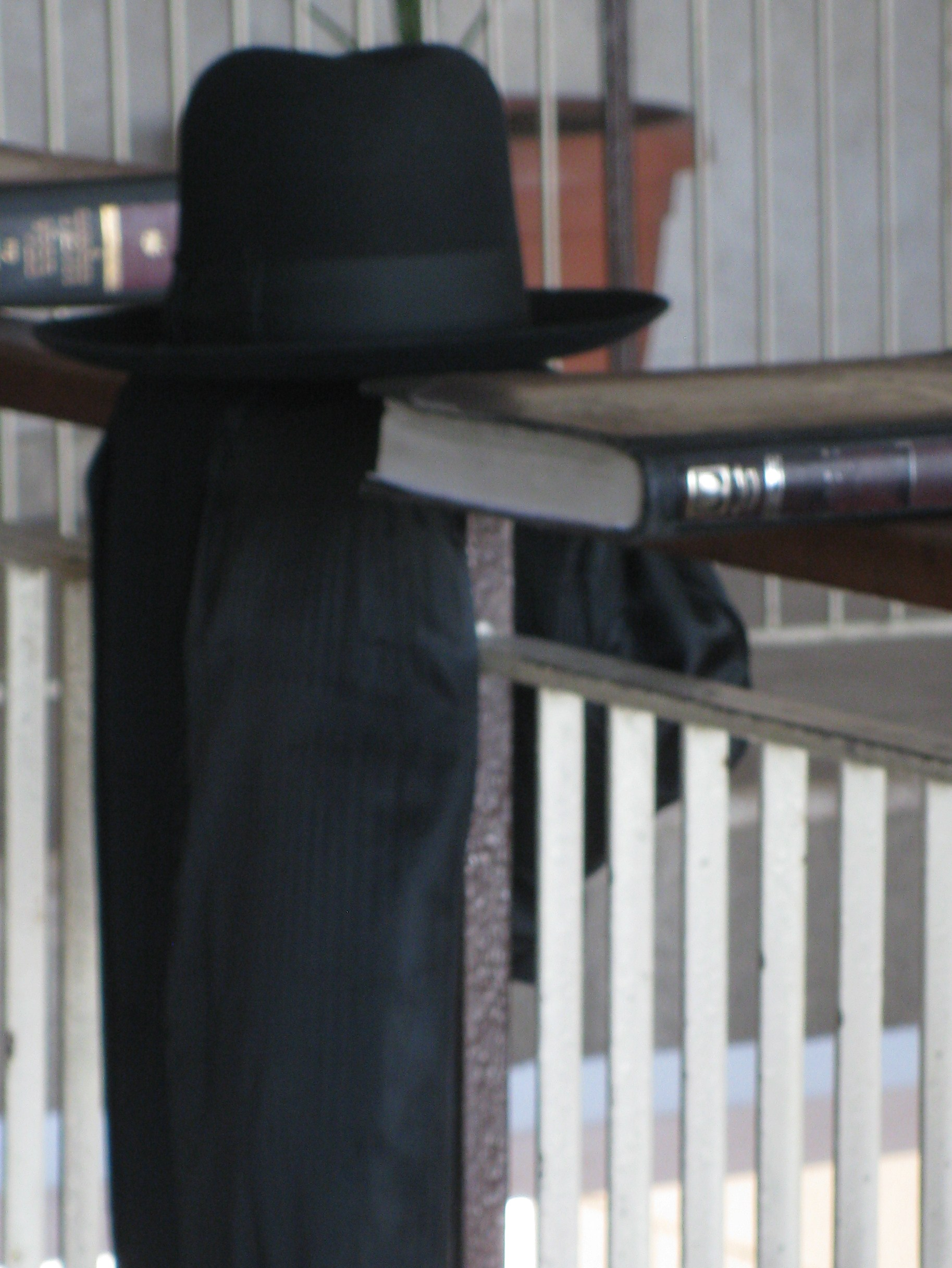
kapelusz i płaszcz, jaki noszą studenci i nauczyciele Jesziwy Poniewież
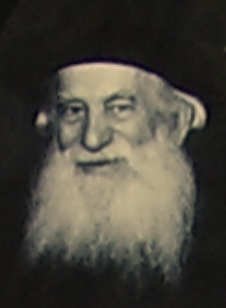
rabin Josef Szlomo Kahaneman – drugi rosz jesziwa Jesziwy Poniewież
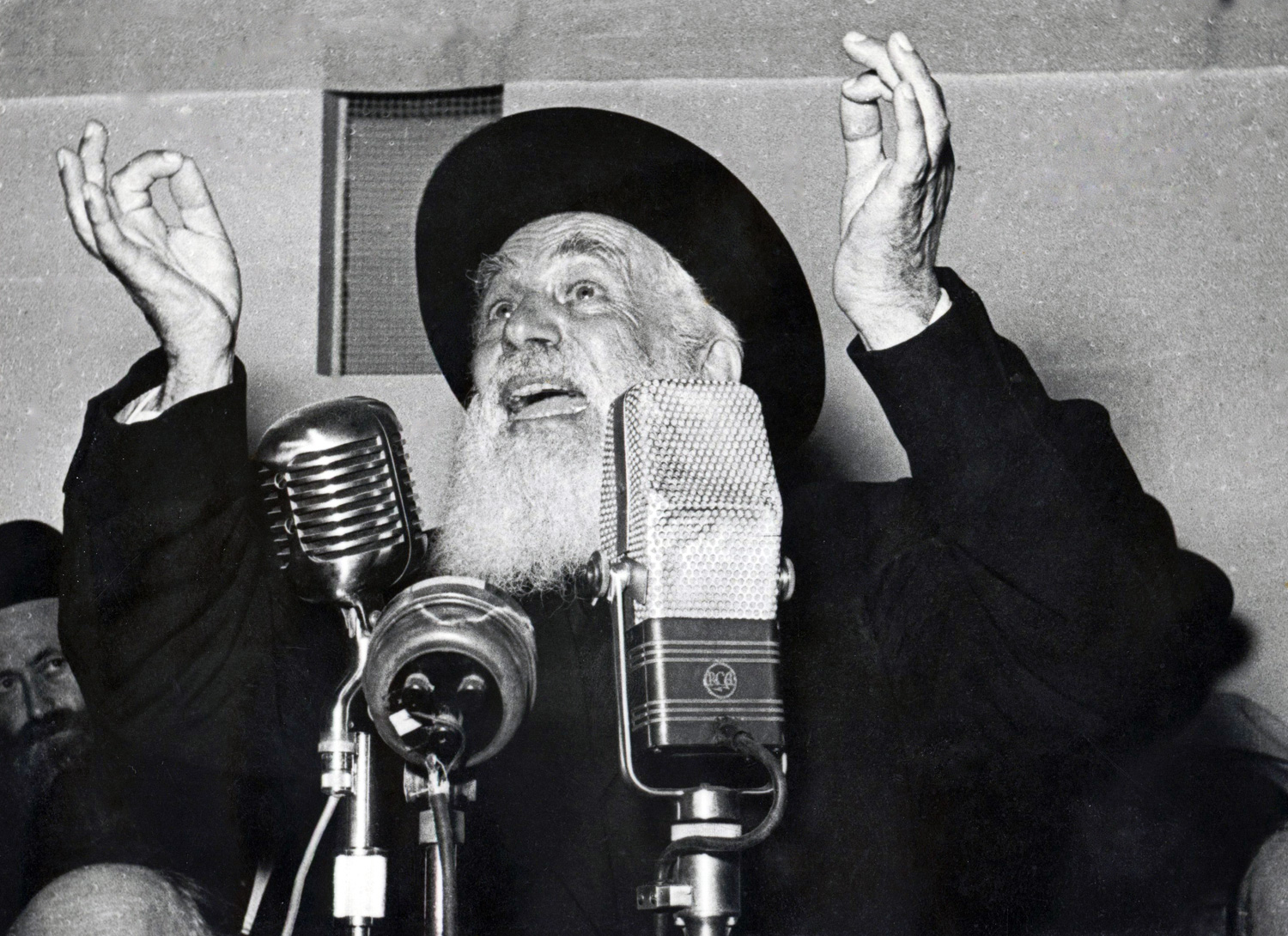
rabin Josef Szlomo Kahaneman
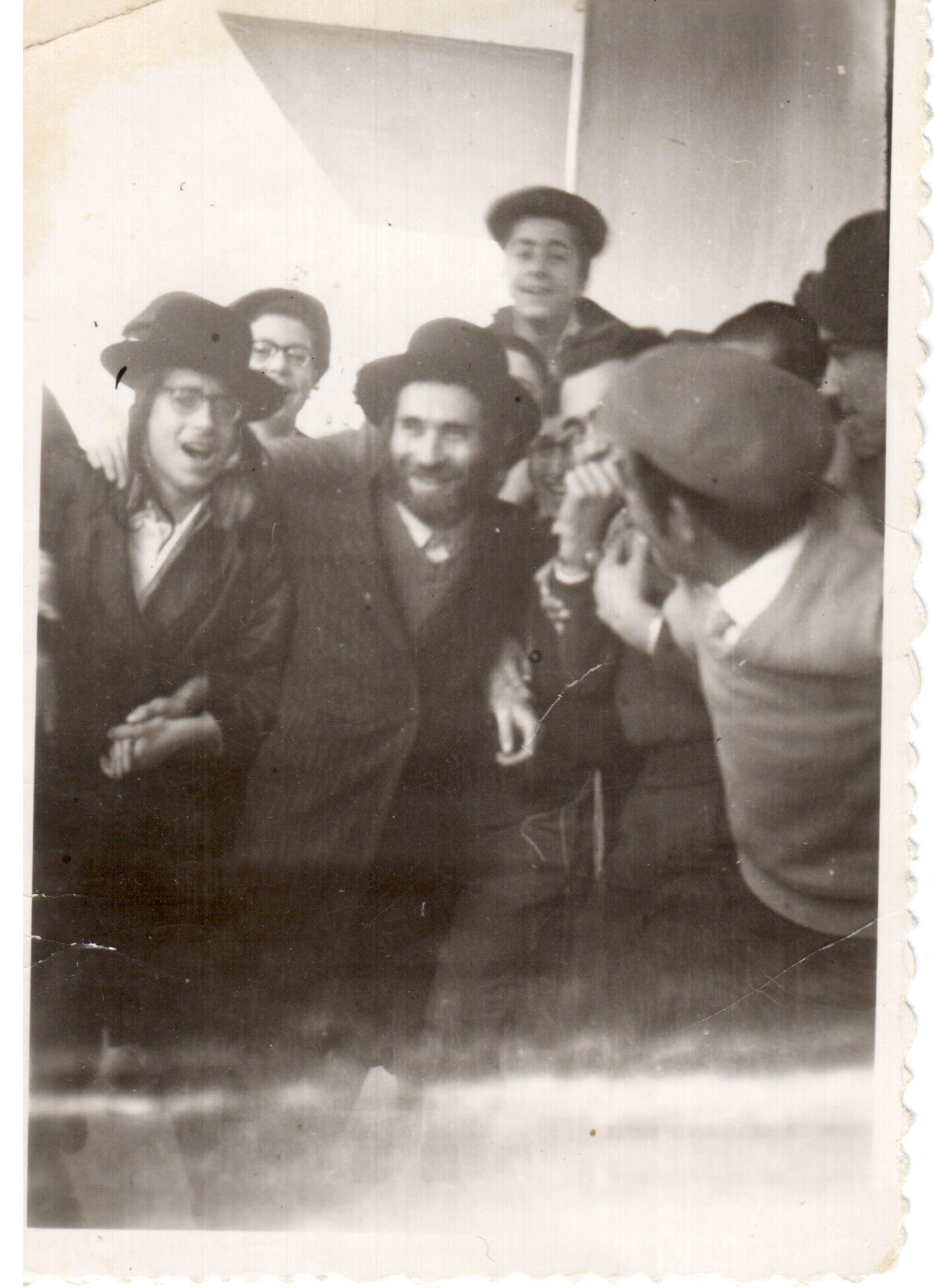
rabin Steinman z uczniami Małej Jesziwy Poniewież na Purim (1960)
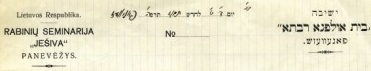
nagłówek oficjalnej korespondencji Jesziwy Poniewież z siedzibą w Poniewieżu, Litwa (ok. 1920)
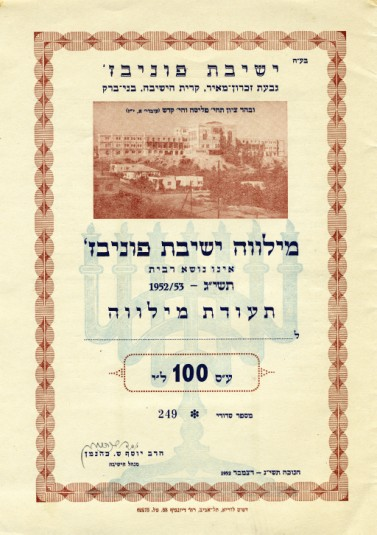
Weksel pożyczki na kwotę 100 szekli izraelskich – certyfikat wydany przez Jesziwę Poniewież (1953)
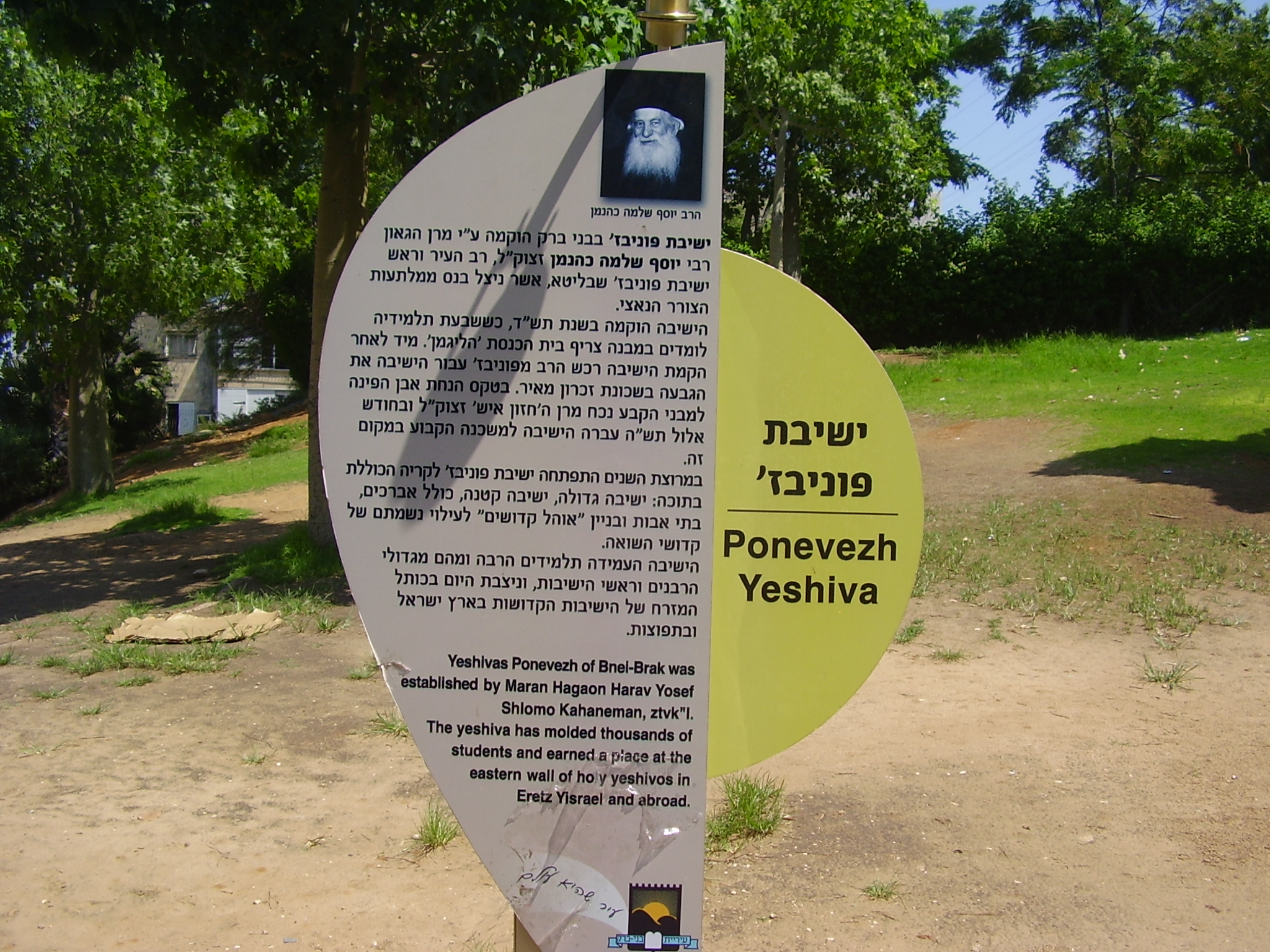
tablica w Bene Berak z opisem historii Jesziwy Poniewież

### Jesziwa w filmie
Przywódcy jesziwy bardzo bronią jej atmosfery rozmodlenia. Profesjonalne ekipy filmowe tylko dwukrotnie zostały wpuszczone do budynku dostając zgodę na produkcję filmową. Pierwszą była produkcja w latach 1950. (poniżej) – krótki klip dokumentujący życie w szkole. Drugą była pełnometrażowa produkcja (film dokumentalny) wyreżyserowany (reżyseria i scenariusz) przez absolwenta Jesziwy Poniewież (oraz szkoły filmowej), Yehonatana Indursky’ego. Był to jego film dyplomowy w szkole filmowej i zdobył liczne nominacje do nagród i nagrody izraelskie i międzynarodowe. Film nosi tytuł Czas Poniewieża.
Pozostałe nagrania z jesziwy to amatorskie wideozapisy wykładów znanych gości oraz obchodów świąt w szkole.

## Nauczyciele
- rabin Elijahu Eliezer Dessler (1892-1953), maszgijach ruchani, zwany „Michtav me-Elijahu” (pol. „List od Eljasza”) i „Dążeniem do prawdy”,
- rabin Jechezkiel Lewenstein (1895-1974), maszgijach ruchani, autor książki „Or Jechezkiel”,
- rabin Dowid Powarski, rosz jesziwa (główny rabin jesziwy),
- rabin Chaim Friedlander, maszgijach,
- rabin Chaim Szlojme Lejbowicz (1931-2016), rosz jesziwa.

## Absolwenci

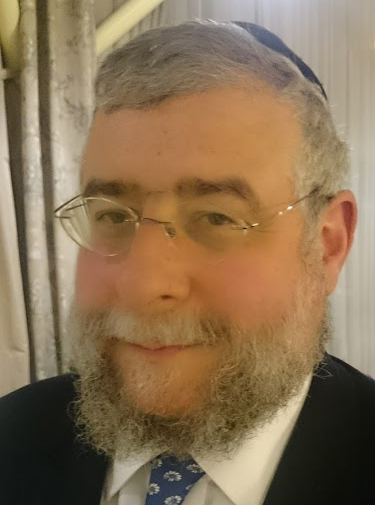
Pinchas Goldschmidt
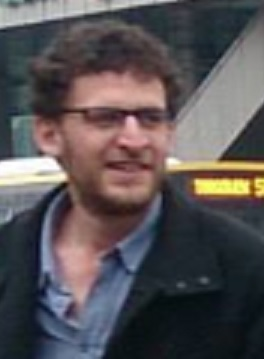
Jehonatan Indurski
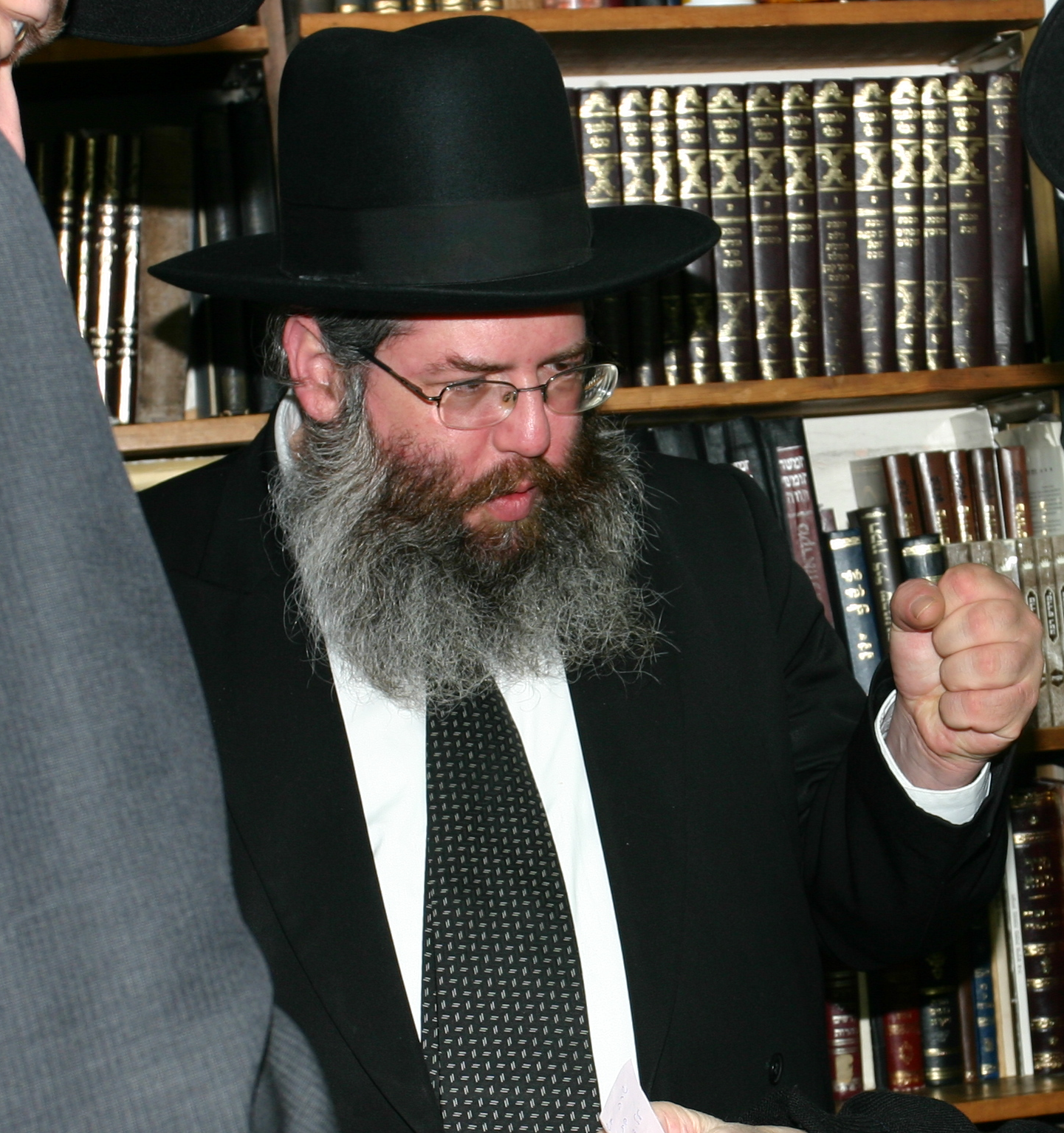
Me’ir Kessler
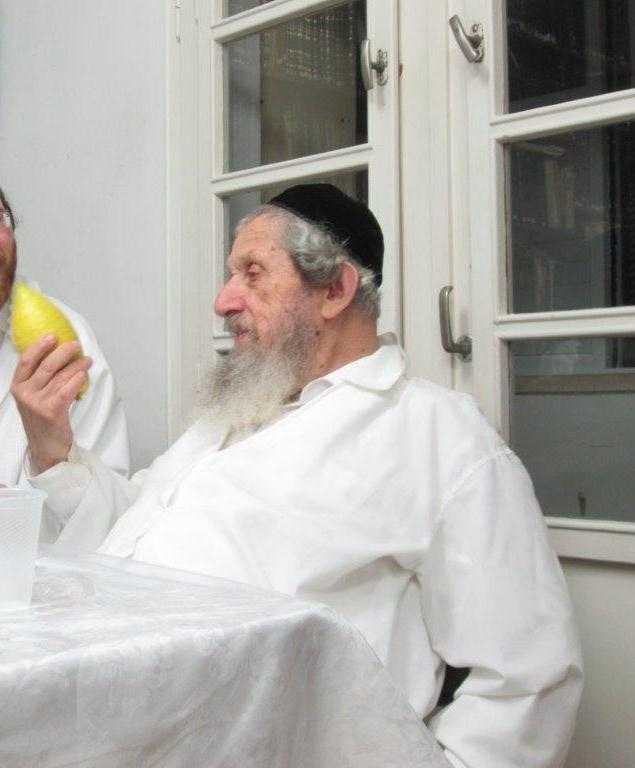
Dow Landau
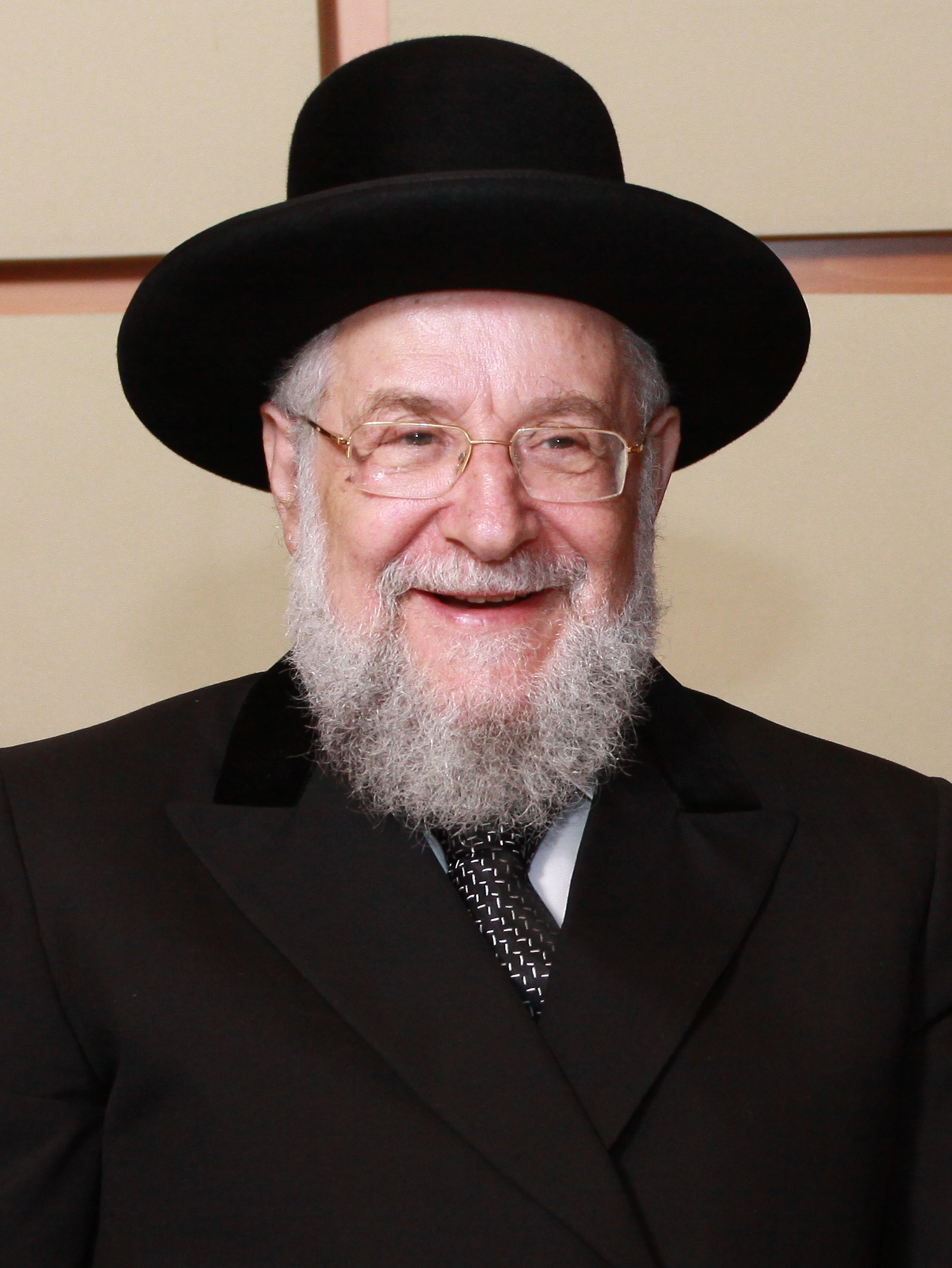
Jisra’el Me’ir Lau
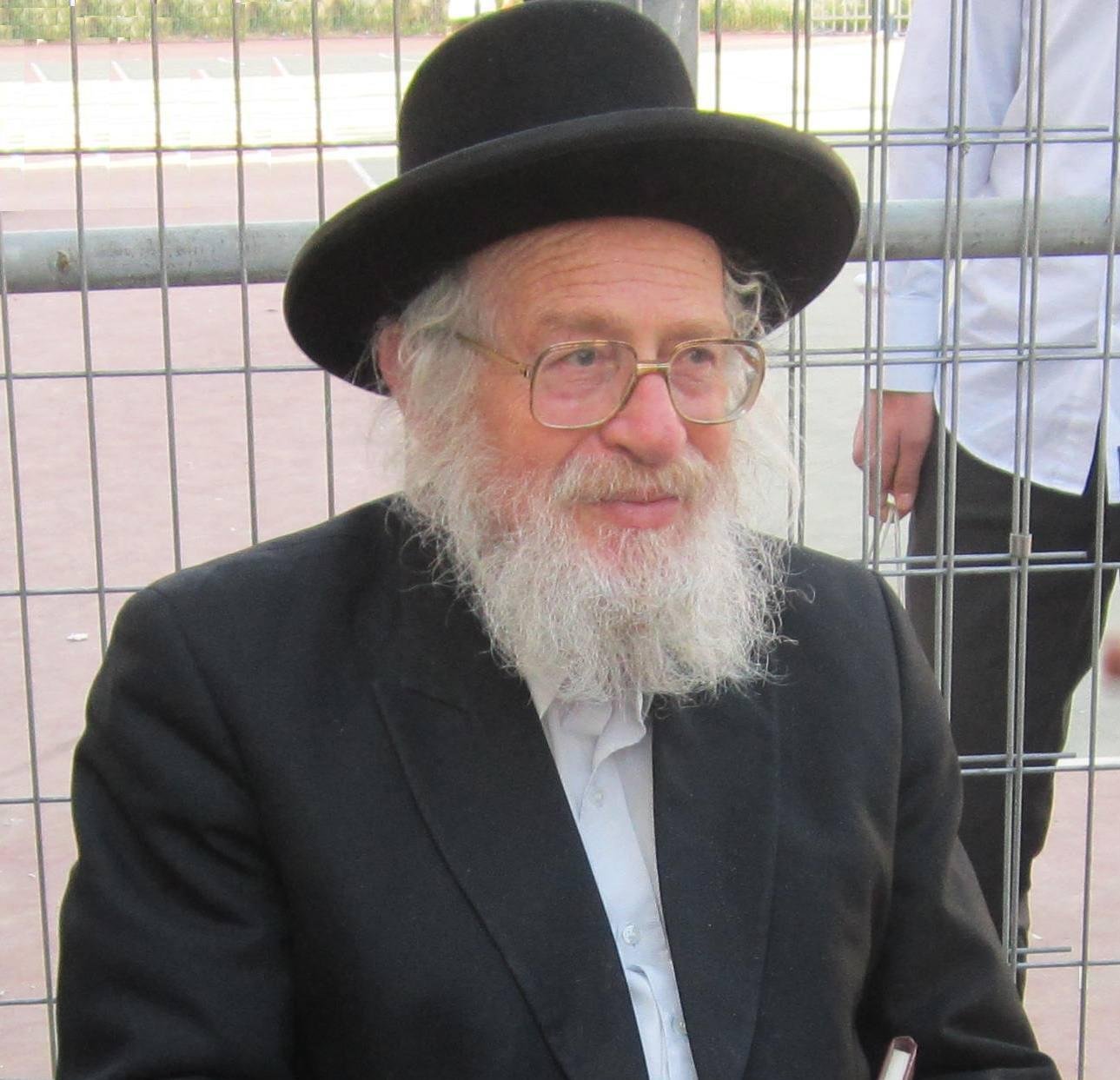
Jo’el Schwartz
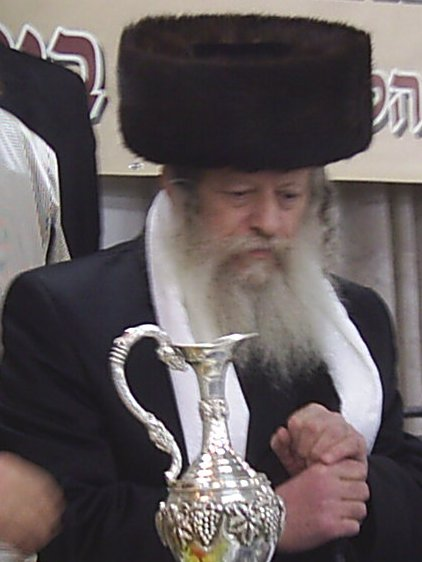
Awraham Jicchak Ulman

- rabin Aaron Bina, rosz jesziwa Netiw Arje,
- rabin Mordechaj Jona Aderet, Mara Diasrah w Kongregacji Bet Elijahu Great Neck, w Nowym Jorku, USA,
- rabin Szmuel Baruch Deutch, wykładowca Jesziwy Kol Tora,
- rabin Jicchak Dzimtrowski, magid szijur w Jesziwie Sza’alwim i Jesziwie Kol Ja’akow,
- rabin Joszua Erenberg, rosz jesziwa „Kneses Icchak”, oraz Chederu Kirjat Sefer,
- rabin Menachem Gellej,
- rabin Pinchas Goldschmidt,
- rabin Szraga Feiwisz Hager, Kosover Rebe (pol. kosowski rebe),
- rabin Jicchak Halberstadt, były zastępca burmistrza Bene Berak, współzałożyciel Seminarium Raw Wolfa,
- Yehonatan Indursky, reżyser filmowy,
- rabin Dowid Kraus, starszy wykładowca talmudyczny w Gateshead, Anglia,
- rabin dr Mordechaj Halperin, dyrektor ds. etyki medycznej izraelskiego Ministerstwa Zdrowia, dyrektor Instytutu Falk Schlesinger,
- rabin Me’ir Kessler,
- rabin Efraim Kirschenbaum, Rov, Pnei Szmeul Fosa, Kar Shmeul, Ramat Bet Szemesz,
- rabin Dow Landau,
- rabin Jisra’el Me’ir Lau, były aszkenazyjski Naczelny Rabin Izraela,
- rabin Biniomin Moskowitz, rosz jesziwa w Jesziwie Midrasz Szemu’el,
- rabin Ja’akow Perec, rosz jesziwa w Midrasz Sefaradi
- rabin Joel Schwartz, znawca Tory i autor, starszy wykładowca w Dewar Jeruszala’im,
- Israel Segal, dziennikarz izraelski,
- rabin Dowid Stefansky, rosz jesziwa w Centrum Tory Kol Ja’akow,
- rabin Nisim Toledano, rosz jesziwa w Sze’erit Josef w Be’er Ja’akow,
- rabin Jakub Toledano, rosz jesziwa Chazon Baruch we Francji,
- rabin Jicchak Awraham Ulman, rabin Ner Isroel w Jerozolimie, członek jerozolimskiej Ha-Eda ha-charedit,
- rabin Jehuda Lejb Wittler, szanowany i doświadczony maszgijach, Manchester – Anglia,

## Instytucje stowarzyszone
- Kolel Avreichim – znajduje się na terenie jesziwy w budynku Ohel Kedoszim; przeznaczona dla żonatych studentów – absolwentów jesziwy.
- Yeshivat Poniewież Le’zeirim – dział dla 200 uczniów szkół średnich; Dział prowadzony jest przez rabina Michela Yehudę Lefkowitza(inne języki), wcześniej przez rabina Aarona Lejba Szteinmana(inne języki).
- Batei Avot – schroniska założone przez rabina Josefa Shlomo Kahanemana dla dzieci uratowanych z Holocaustu, sierot i dzieci z rodzin patologicznych. Schroniska zostały ufundowane przez Henry’ego Kraushera.
- Jesziwa Grodzieńska' – Be’er Ja’akow' – filia jesziwy położona w Be’er Ja’akow, Izrael.
- Jesziwa Grodzieńska – Aszdod, znana również jako Poniewież Ashdod – dodatkowa jesziwa (filia) położona w mieście Aszdod, Izrael.

## Kontrowersje
W styczniu 2018 roku organizacja pozarządowa złożyła doniesienie do prokuratury izraelskiej w sprawie molestowania w szkole wśród studentów. Rabini szkoły od pewnego momentu wiedzieli o sprawie jednak nie podjęli żadnych działań, a student prześladujący innych w momencie złożenia doniesienia na prokuraturę nadal pozostawał w pełni praw studenckich (w tym z zamieszkaniem w szkolnym internacie). Prasa donosiła, że znana jest jedna ofiara wielokrotnego molestowania przez tego studenta, ale że nie jest wykluczone, iż ofiar było więcej. Na komputerze sprawcy policja znalazła materiały z pornografią dziecięcą.